# Dame Edna Everage
Dame Edna Everage est un personnage imaginaire incarné par l'humoriste australien Barry Humphries. Elle est facilement reconnaissable à ses cheveux couleur lilas (couleur qu'elle affirme être naturelle) et à ses lunettes. 
Le personnage d'Edna Everage est apparu pour la première fois dans une revue de comédie à Melbourne en 1955. Edna Everage décroche ensuite de nombreux rôles dans des émissions télévisées en Australie, au Royaume-Uni et aux États-Unis. Edna a été la présentatrice du spectacle donné au palais de Buckingham en 2002 pour marquer le jubilé d'or de la reine Élisabeth II. Elle a également présenté la cérémonie de clôture des Jeux du Commonwealth à Melbourne en 2006.

## Television
- 1980 à 1988 : An Audience with...
- 1987 à 1989 : The Dame Edna Experience
- 1991 à 1993 : Dame Edna's Hollywood
- 1992 : Dame Edna's Neighbourhood Watch
- 1993 : WITHOUT WALLS - J'Accuse: Dame Edna Everage[4]
- 1997 : Dr. Dame Edna Kisses It Better
- 2001 à 2002 : Ally McBeal
- 2003 : Dame Edna - Live at the Palace
- 2007 : The Dame Edna Treatment
- 2019 : Dame Edna Rules the Wave